# Lulua (geslacht)
Lulua is een kevergeslacht uit de familie van de boktorren (Cerambycidae). De wetenschappelijke naam van het geslacht werd voor het eerst geldig gepubliceerd in 1931 door Burgeon.

## Soorten
Lulua omvat de volgende soorten:
- Lulua adiopodoumensis (Lepesme, 1956)
- Lulua duprixi (Lepesme, 1956)
- Lulua eburnea Decelle, 1969
- Lulua squamosa Burgeon, 1931